# 냉장

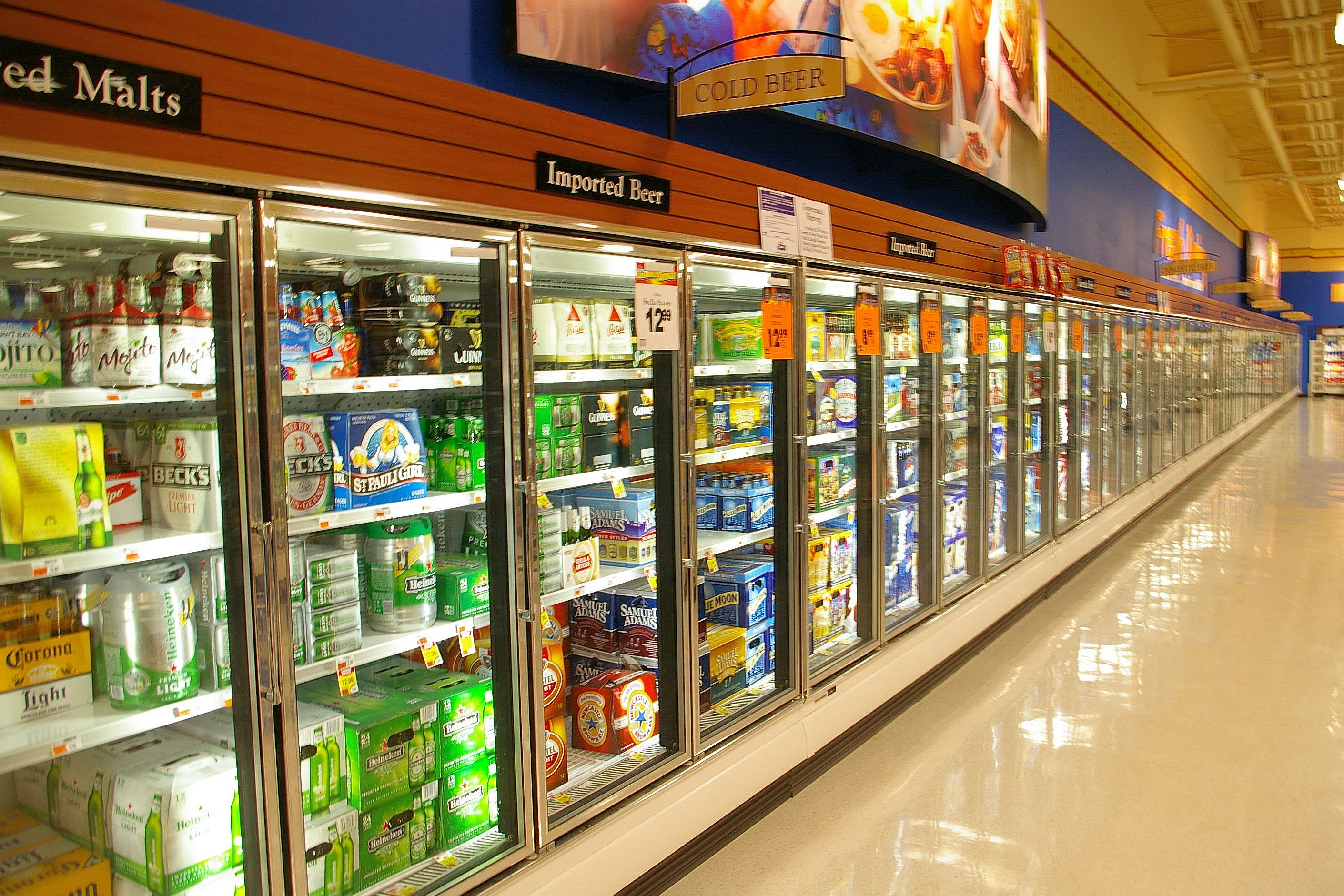
상업용 냉장고

냉장(冷藏, 문화어: 랭장, refrigeration)은 공간, 물질 또는 시스템을 냉각하여 주변 온도보다 낮게 유지하거나 낮추는 다양한 유형의 냉각 방식이다(이때 제거된 열은 더 높은 온도의 장소로 배출된다). 냉장은 인공적인 냉각 방식이다.
냉장은 열의 형태로 낮은 온도의 매질에서 에너지를 제거하여 높은 온도의 매질로 전달하는 과정을 말한다. 이러한 에너지 전달 작업은 전통적으로 기계적 수단(그것이 얼음이든 전기기계적 기계이든)에 의해 구동되지만, 열, 자기, 전기, 레이저 냉각 또는 기타 수단에 의해 구동될 수도 있다. 냉장은 가정용 냉장고, 산업용 냉동기, 극저온학 및 공기조화를 포함한 많은 응용 분야를 가지고 있다. 열펌프는 냉장 과정의 열 출력을 사용할 수 있으며, 또한 가역적으로 설계될 수 있지만, 그렇지 않으면 공기조화 장치와 유사하다.
냉장은 산업, 생활 방식, 농업 및 정착 패턴에 큰 영향을 미쳤다. 음식 보존의 아이디어는 인간의 선사 시대로 거슬러 올라가지만, 수천 년 동안 인간은 이를 위한 수단에 제한을 받았다. 그들은 염지와 식품 건조를 통해 소금절이를 사용했고, 동굴, 지하 저장고, 그리고 겨울 날씨의 자연적인 시원함을 활용했지만, 다른 냉각 수단은 이용할 수 없었다. 19세기에 그들은 얼음 무역을 이용하여 저온 유통을 개발하기 시작했다. 19세기 후반부터 20세기 중반까지 기계 냉장이 개발되고 개선되었으며 그 범위가 크게 확장되었다. 따라서 냉장은 지난 세기 동안 얼음 채취에서 온도 제어 철도 차량, 냉동탑차, 그리고 많은 국가의 상점과 가정에서 보편적인 냉장고 및 냉동기로 빠르게 발전했다. 냉장 철도 차량의 도입은 강, 항구, 계곡 길과 같은 이전 주요 운송 경로에 없던 지역의 정착에 기여했다.
이러한 새로운 정착 패턴은 텍사스 휴스턴과 네바다주 라스베이거스와 같이 다른 방식으로 살기 어렵다고 여겨졌던 지역에서 번성할 수 있는 대도시 건설을 촉발했다. 대부분의 선진국에서 도시들은 일상 소비를 위한 식량을 얻기 위해 슈퍼마켓의 냉장에 크게 의존한다. 식량 공급원의 증가는 농산물 판매의 더 큰 집중을 더 적은 비율의 농장에서 나오게 했다. 오늘날의 농장은 1800년대 후반에 비해 인당 생산량이 훨씬 많다. 이로 인해 전체 인구가 새로운 식량 공급원을 이용할 수 있게 되었고, 이는 사회의 영양에 큰 영향을 미쳤다.

## 역사
틀:For timeline

### 초기 냉각 형태
눈과 얼음의 계절별 수확은 기원전 1000년 이전에 시작된 것으로 추정되는 고대 관행이다. 이 시기의 시경이라는 중국 시집은 얼음 저장고를 채우고 비우는 종교 의식을 묘사한다. 그러나 이러한 얼음 저장고의 건설이나 얼음의 목적에 대해서는 알려진 바가 거의 없다. 얼음 수확을 기록한 다음 고대 사회는 잠언서에 나오는 유대인일 수 있다. 잠언서에는 "추수 때의 눈의 차가움처럼 충실한 사자는 그를 보낸 자에게 그러하니라"라고 쓰여 있다. 역사가들은 이를 유대인들이 음식을 보존하기보다는 음료를 식히기 위해 얼음을 사용했다는 의미로 해석했다. 그리스인과 로마인과 같은 다른 고대 문화는 풀, 겨, 또는 나뭇가지로 단열된 큰 눈 구덩이를 차가운 저장고로 파냈다. 유대인처럼 그리스인과 로마인도 음식을 보존하기 위해 얼음과 눈을 사용하지 않고 주로 음료를 식히는 수단으로 사용했다. 이집트인들은 밤에 집 지붕에 얕은 흙 항아리에 물을 넣어 증발시켜 물을 식혔다. 고대 인도인들은 같은 개념을 사용하여 얼음을 생산했다. 페르시아인들은 야크찰이라는 구덩이에 얼음을 저장했고, 음식을 보존하기 위해 냉장고를 사용한 최초의 집단이었을 수 있다. 안정적인 전원 공급이 가능하기 전 호주 오지에서는 많은 농부들이 물에 적신 헤세포 (삼베) 측면이 있는 상자 틀로 구성된 쿨가디 금고를 사용했다. 물이 증발하면서 내부 공기를 식혀 과일, 버터, 염장 고기와 같은 많은 부패하기 쉬운 품목을 보관할 수 있었다.

### 얼음 채취

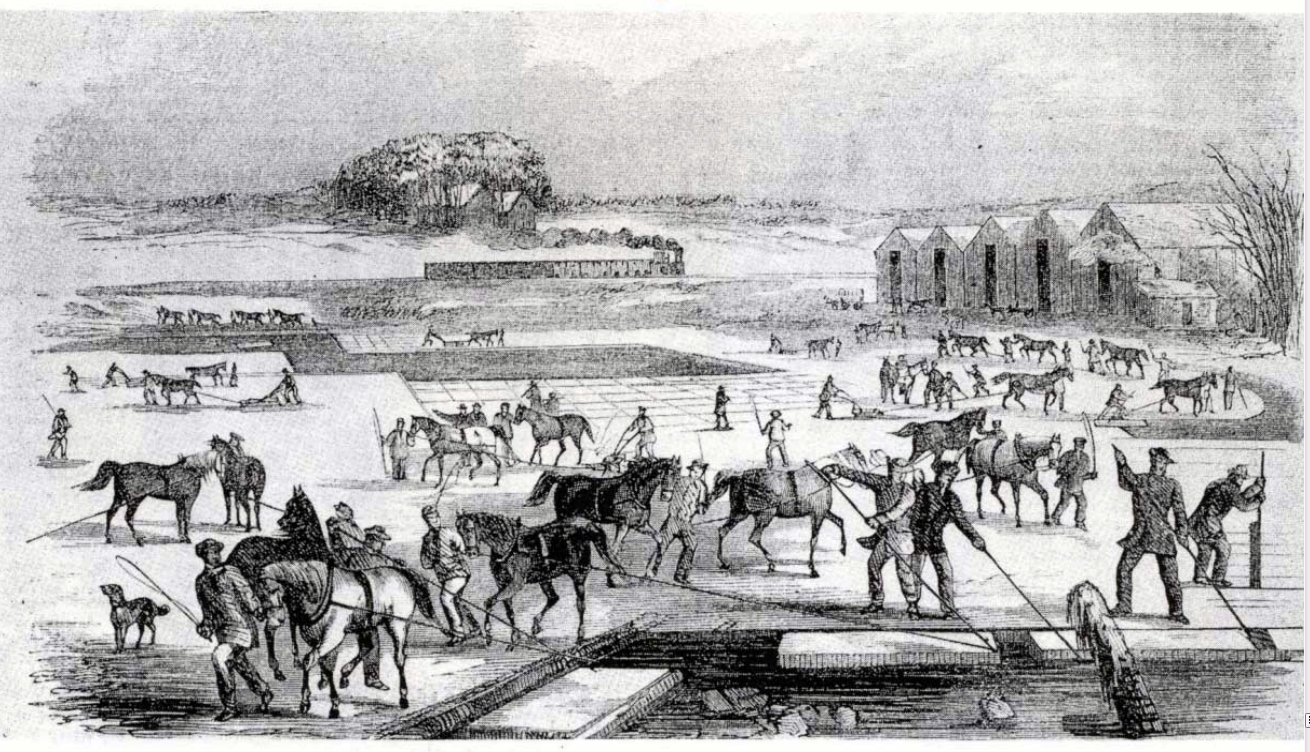
매사추세츠주의 얼음 채취, 1852년. 얼음을 운송하는 데 사용된 철도 선로가 배경에 보인다.

1830년 이전에는 얼음 저장고와 아이스박스가 부족하여 음식을 냉장 보관하는 미국인이 거의 없었다. 이 두 가지가 더 널리 보급되면서 사람들은 도끼와 톱을 사용하여 저장고를 위해 얼음을 채취했다. 이 방법은 어렵고 위험했으며, 상업적으로 복제될 수 있는 어떤 것도 닮지 않았다.
얼음 채취의 어려움에도 불구하고 프레드릭 튜더는 뉴잉글랜드에서 얼음을 채취하여 카리브해 섬과 남부 주에 배송함으로써 이 새로운 상품을 활용할 수 있다고 생각했다. 처음에는 튜더가 수천 달러를 잃었지만, 결국 찰스턴, 버지니아, 쿠바의 항구 도시 하바나에 얼음 저장고를 건설하면서 이익을 얻었다. 이러한 얼음 저장고와 더 잘 단열된 선박은 얼음 손실을 66%에서 8%로 줄이는 데 도움이 되었다. 이러한 효율성 증가는 튜더가 얼음 저장고가 있는 다른 도시(뉴올리언스 및 사바나)로 얼음 시장을 확장하는 데 영향을 미쳤다. 튜더의 공급업체 중 한 명인 나다니엘 와이어스가 1825년에 말로 끄는 얼음 절단기를 발명한 후 얼음 채취가 더 빠르고 저렴해지면서 이 얼음 시장은 더욱 확대되었다. 이 발명과 튜더의 성공은 다른 사람들이 얼음 무역에 참여하도록 영감을 주었고 얼음 산업은 성장했다.
얼음은 1830년대 초까지 대량 시장 상품이 되었으며, 얼음 가격은 파운드당 6센트에서 0.5센트로 떨어졌다. 뉴욕 시에서는 얼음 소비량이 1843년 12,000톤에서 1856년 100,000톤으로 증가했다. 보스턴의 소비량은 같은 기간 동안 6,000톤에서 85,000톤으로 급증했다. 얼음 채취는 대부분의 사람들이 유제품, 생선, 고기, 심지어 과일과 채소를 보관하기 위해 얼음과 아이스박스를 사용하면서 "냉각 문화"를 만들어냈다. 이러한 초기 냉장 관행은 많은 미국인들이 곧 전국을 장악할 냉장 기술을 받아들이는 길을 열었다.

### 냉장 연구

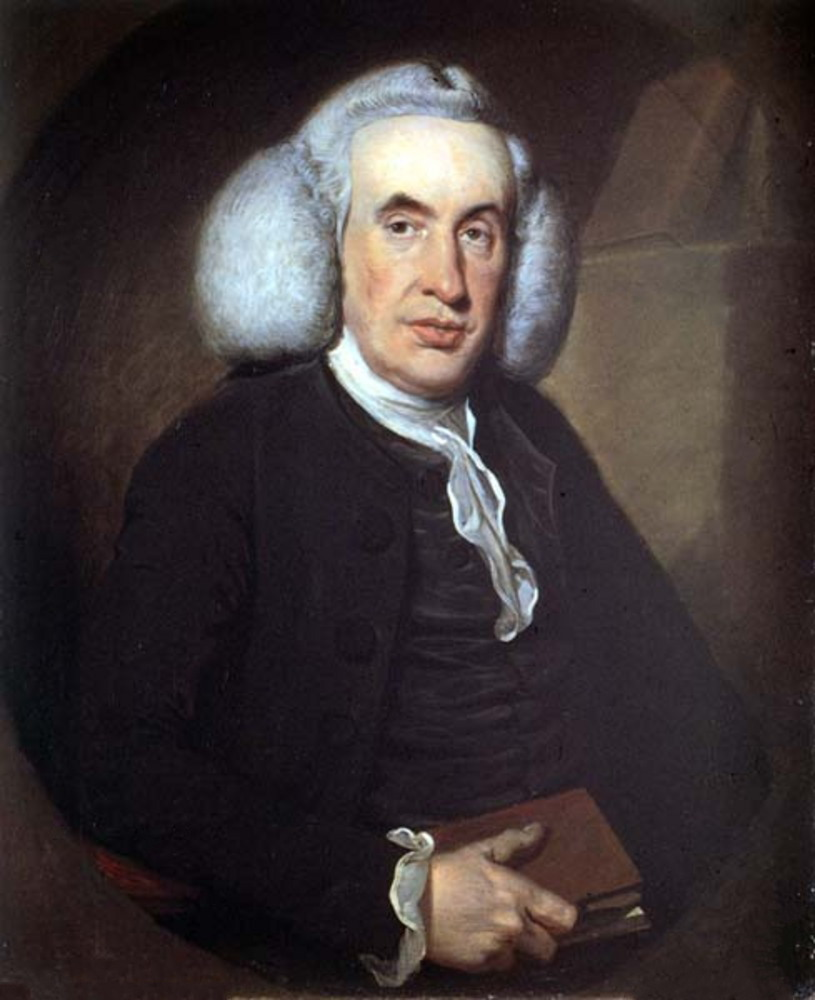
인공 냉장 실험을 처음으로 수행한 윌리엄 컬런.

인공 냉장의 역사는 스코틀랜드 교수 윌리엄 컬런이 1755년에 작은 냉장 기계를 설계하면서 시작되었다. 컬런은 펌프를 사용하여 다이에틸 에터 용기 위에 부분 진공을 만들어 에터가 끓으면서 주변 공기로부터 열을 흡수하게 했다. 이 실험은 소량의 얼음까지 생성했지만, 당시에는 실제적인 응용이 없었다.
1758년, 벤저민 프랭클린과 화학 교수 존 해들리는 잉글랜드 케임브리지 대학교에서 물체를 빠르게 냉각하는 수단으로서 증발 원리를 연구하는 프로젝트에 협력했다. 그들은 알코올 및 에테르와 같은 고휘발성 액체의 증발이 물의 어는점을 넘어 물체의 온도를 낮추는 데 사용될 수 있음을 확인했다. 그들은 수은 온도계의 구부를 대상으로 하고 증발을 빠르게 하기 위해 풀무를 사용하여 실험을 수행했다. 그들은 주변 온도가 18 °C (65 °F)인 동안 온도계 구부의 온도를 −14 °C (7 °F)까지 낮췄다. 그들은 물의 어는점 0 °C (32 °F)을 지나자마자 온도계 구부 표면에 얇은 얼음 막이 형성되었고, −14 °C (7 °F)에 도달하여 실험을 중단했을 때 얼음 덩어리의 두께가 약 6.4 밀리미터 (1⁄4 in)임을 noted. 프랭클린은 "이 실험을 통해 따뜻한 여름날 사람을 얼려 죽일 가능성을 엿볼 수 있다"고 썼다. 1805년, 미국 발명가 올리버 에반스는 진공 상태에서 에테르를 사용하여 얼음을 생산하는 폐쇄형 증기 압축 냉동 사이클을 설명했다.
1820년, 영국의 과학자 마이클 패러데이는 고압 및 저온을 사용하여 암모니아 및 기타 가스를 액화시켰고, 1834년, 영국에 거주하던 미국 이주민 제이컵 퍼킨스는 세계 최초의 작동 가능한 증기 압축 냉동 시스템을 구축했다. 그는 특허에서 다음과 같이 설명했듯이 이 시스템은 연속적으로 작동할 수 있는 폐쇄 사이클이었다.
나는 액체의 냉각 또는 냉동을 위해 휘발성 유체를 사용할 수 있게 되었으며, 동시에 그러한 휘발성 유체를 계속 응축하고 낭비 없이 다시 작동시킬 수 있다.
그의 시제품 시스템은 상업적으로 성공하지 못했지만 작동했다.
1842년에 미국의 의사 존 고리도 비슷한 시도를 했지만, 작동하는 시제품을 만들었지만 상업적으로는 실패했다. 이 시기 많은 의료 전문가들처럼 고리도 열대 지방의 열에 너무 많이 노출되는 것이 정신적, 신체적 퇴행과 말라리아와 같은 질병의 확산으로 이어진다고 생각했다. 그는 질병을 예방하기 위해 가정과 병원의 공기를 시원하게 하는 냉장 시스템을 사용하는 아이디어를 구상했다. 미국 엔지니어 알렉산더 트위닝은 1850년에 에테르를 사용하는 증기 압축 시스템에 대한 영국 특허를 취득했다.
최초의 실용적인 증기 압축 냉장 시스템은 오스트레일리아로 이주한 영국 언론인 제임스 해리슨에 의해 제작되었다. 그의 1856년 특허는 에테르, 알코올 또는 암모니아를 사용하는 증기 압축 시스템에 관한 것이었다. 그는 1851년 빅토리아주 질롱의 로키 포인트에 있는 바원 강둑에서 기계식 제빙기를 만들었고, 그의 첫 상업용 제빙기는 1854년에 나왔다. 해리슨은 또한 양조장과 육류 포장 공장에 상업용 증기 압축 냉장을 도입했으며, 1861년에는 그의 시스템 중 12개가 가동되고 있었다. 그는 나중에 영국에 비냉장 쇠고기를 판매하는 미국의 이점에 어떻게 맞설 것인지에 대한 논쟁에 참여했다. 1873년에 그는 냉장 시스템 대신 냉장실 시스템을 사용하여 실험적인 쇠고기 선적을 위해 범선 노퍽을 준비했다. 얼음이 예상보다 빨리 소모되어 이 사업은 실패했다.

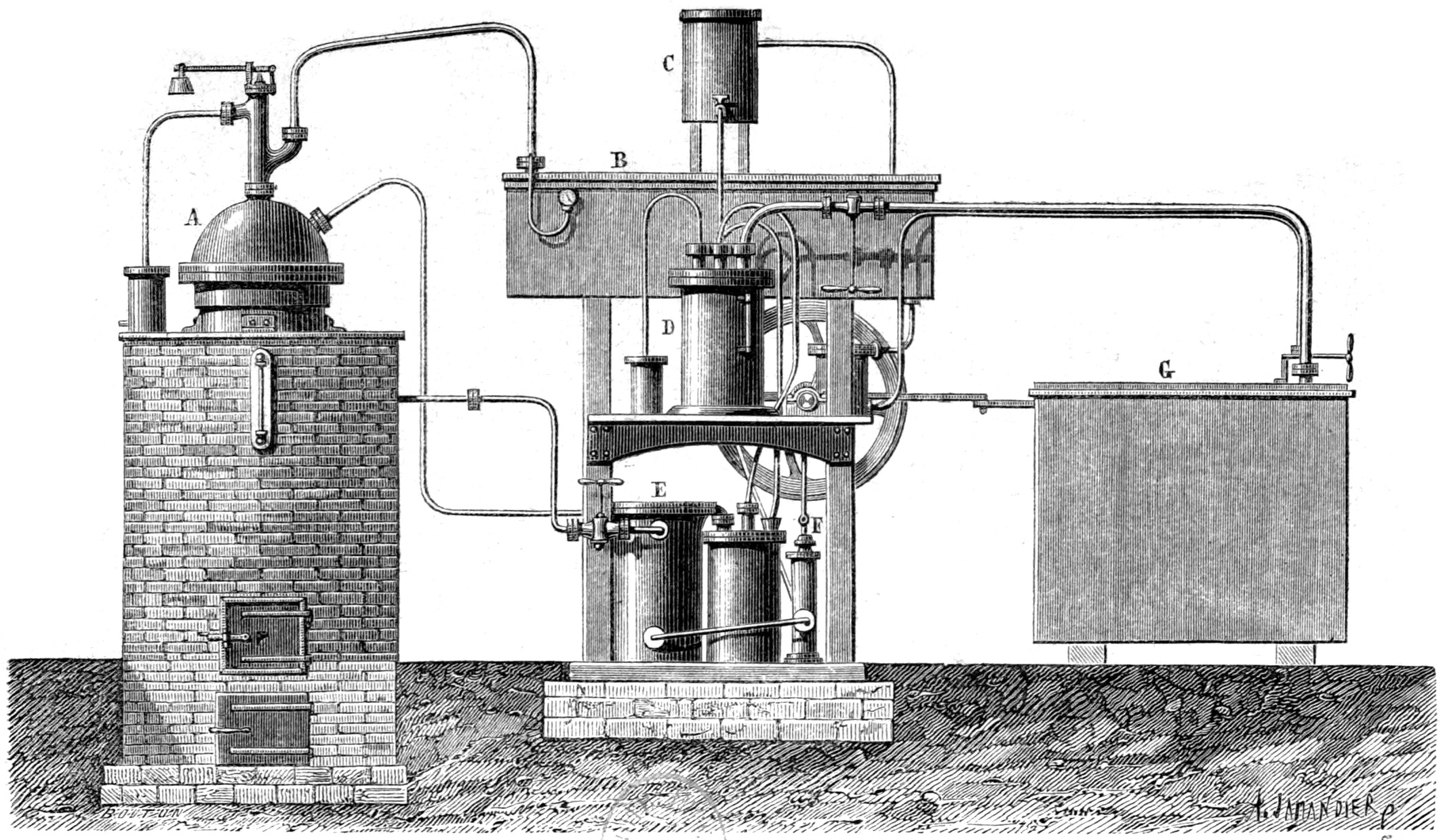
페르디난 카레의 제빙 장치

물에 용해된 기체 암모니아("아쿠아 암모니아"라고 함)를 사용하는 최초의 가스 흡수 냉동 시스템은 프랑스의 페르디난 카레가 1859년에 개발하여 1860년에 특허를 받았다. 증기 기관차를 전문으로 하는 엔지니어이자 독일 뮌헨 공과대학교의 공학 교수인 칼 폰 린데는 1860년대와 1870년대에 양조업자들이 하면발효맥주의 연중 대규모 생산을 가능하게 하는 기술에 대한 수요에 대응하여 냉장 연구를 시작했으며, 1876년에 가스 액화 개선 방법에 대한 특허를 받았다. 그의 새로운 공정은 암모니아, 이산화 황 (SO2), 염화 메틸 (CH3Cl)과 같은 가스를 냉매로 사용할 수 있게 했으며, 이들은 1920년대 후반까지 널리 사용되었다.
미국인 기구학자 새디어스 로위는 제빙기에 대한 여러 특허를 보유하고 있었다. 그의 "압축 제빙기"는 저온 저장 산업에 혁명을 일으켰을 것이다. 1869년에 그와 다른 투자자들은 낡은 증기선을 사들여 로위의 냉장 장치 중 하나를 실었고, 뉴욕에서 걸프 해안 지역으로 신선한 과일을, 텍사스주 갤버스턴에서 뉴욕으로 신선한 고기를 운송하기 시작했지만, 로위가 운송에 대한 지식이 부족하여 사업은 값비싼 실패로 끝났다.

### 상업적 이용

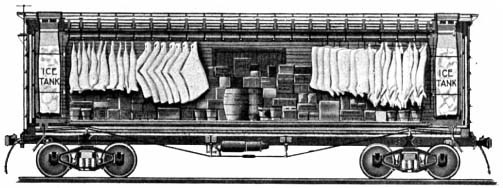
1870년대 냉장차 디자인. 지붕의 해치는 각 끝에 수확된 얼음을 저장하는 탱크에 접근할 수 있게 했다.

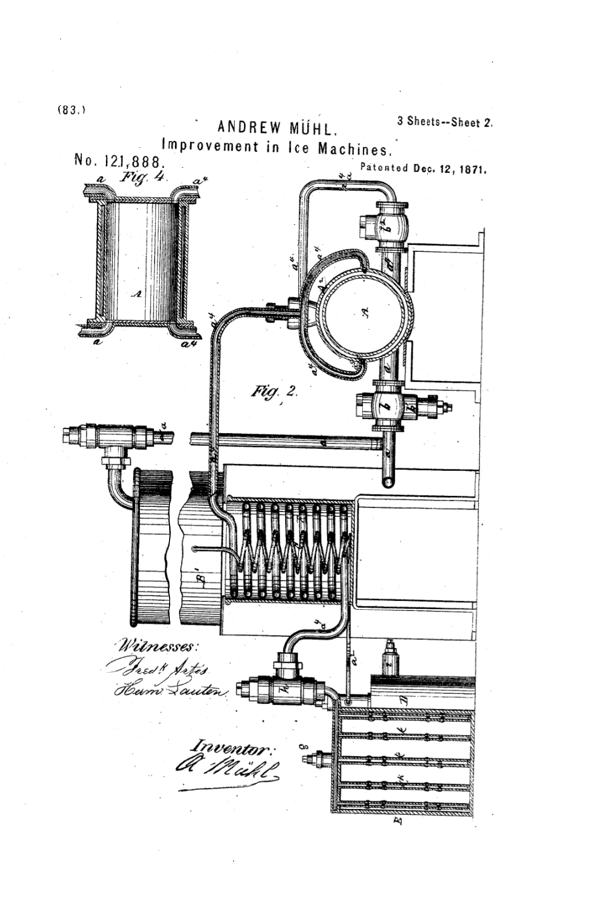
앤드루 멀의 제빙기 특허, 1871년 12월 12일.

1842년 존 고리는 물을 냉장하여 얼음을 생산할 수 있는 시스템을 만들었다. 비록 상업적으로는 실패했지만, 이는 전 세계의 과학자와 발명가들에게 영감을 주었다. 프랑스의 페르디난 카레는 영감을 받은 사람 중 한 명으로, 고리의 시스템보다 더 간단하고 작은 제빙 시스템을 만들었다. 남북 전쟁 동안 뉴올리언스와 같은 도시들은 해안 얼음 무역을 통해 뉴잉글랜드에서 얼음을 더 이상 얻을 수 없었다. 카레의 냉장 시스템은 뉴올리언스의 얼음 문제에 대한 해결책이 되었고, 1865년까지 그 도시에는 카레의 기계가 세 대 있었다. 1867년 텍사스주 샌안토니오에서 앤드루 멀이라는 프랑스 이민자가 확장되는 쇠고기 산업을 지원하기 위해 제빙기를 만들었고, 1871년에는 이를 웨이코로 옮겼다. 1873년, 이 기계에 대한 특허는 W.C. 브래들리 컴퍼니에 인수된 컬럼버스 아이언 웍스와 계약되었고, 이 회사는 미국 최초의 상업용 제빙기를 생산하게 되었다.
1870년대까지 양조장은 수확된 얼음의 가장 큰 사용자였다. 20세기 초에는 얼음 수확 산업이 엄청나게 성장했지만, 오염과 하수가 천연 얼음에 스며들기 시작하여 대도시 교외에서 문제가 되었다. 결국 양조장들은 오염된 얼음에 대해 불평하기 시작했다. 1900년대 초반 세균 이론의 부상과 함께 얼음이 형성되는 물의 순도에 대한 대중의 우려가 증가하기 시작했다. 수많은 언론 매체는 장티푸스와 같은 질병을 천연 얼음 소비와 연결하는 기사를 발표했다. 이로 인해 일부 지역에서는 얼음 수확이 불법이 되었다. 이 모든 시나리오는 현대 냉장 및 제조된 얼음에 대한 수요를 증가시켰다. 카레와 멀의 것과 같은 얼음 생산 기계는 식료품상, 농부, 식품 운송업자의 요구를 충족시키기 위한 얼음 생산 수단으로 간주되었다.
냉장 철도차는 1840년대에 유제품의 단거리 운송을 위해 미국에 도입되었지만, 이들은 시원한 온도를 유지하기 위해 채취된 얼음을 사용했다.

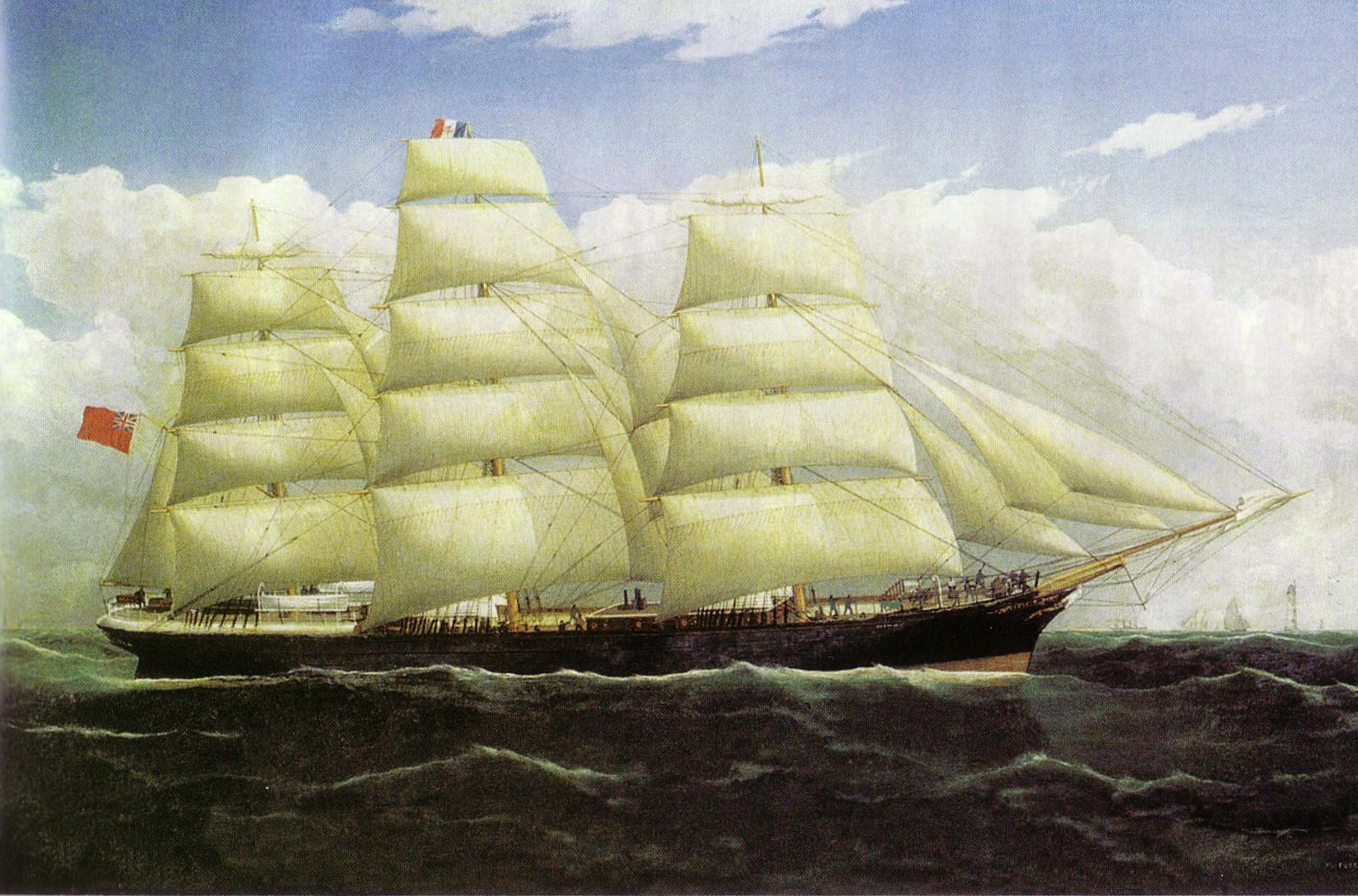
상업적으로 가장 성공적인 냉동선인 더니든호.

새로운 냉장 기술은 영국의 자치령과 다른 나라에서 영국 제도로 해상 운송되는 냉동선을 통해 육류를 냉동 보관하는 수단으로 처음 널리 산업적으로 사용되었다. 비록 실제로 냉동 식품을 해외로 성공적으로 운송한 최초는 아니지만 (스트라스레븐호는 1880년 2월 2일 시드니와 멜버른에서 냉동 쇠고기, 양고기, 버터 화물을 싣고 런던 부두에 도착했다), 이 돌파구는 종종 뉴질랜드로 이민 온 기업가 윌리엄 솔타우 데이비드슨에게 attributed된다. 데이비드슨은 영국의 증가하는 인구와 육류 수요가 뉴질랜드에 큰 영향을 미치던 세계 모섬유 시장의 침체를 완화할 수 있다고 생각했다. 광범위한 연구 끝에 그는 1881년 육류 선적을 위해 압축 냉장 장치를 장착하도록 더니든호를 개조하는 것을 의뢰했다. 1882년 2월 15일, 더니든호는 런던으로 출항하여 상업적으로 성공적인 최초의 냉장 운송 항해이자 냉장 육류 산업의 토대가 되었다.
타임스는 "오늘 우리는 불과 며칠 전만 해도 믿을 수 없었던, 상상조차 할 수 없었던 물리적 난관에 대한 그런 승리를 기록해야 한다..."고 논평했다. 더니든호의 자매선인 마를버러호는 즉시 개조되어 다음 해에 무역에 참여했으며, 경쟁사인 뉴질랜드 선박 회사의 마타우루아호도 함께 참여했고, 독일 증기선 마르살라호는 1882년 12월에 뉴질랜드 냉동 양고기를 운송하기 시작했다. 5년 이내에 뉴질랜드에서 영국으로 172건의 냉동 육류 선적이 이루어졌으며, 그 중 육류가 크게 손상된 경우는 9건에 불과했다. 냉장 선적은 또한 오스트랄라시아와 남아메리카에서 육류 및 유제품 붐을 일으켰다. 영국 다트퍼드의 J & E Hall은 1886년에 SS 셀렘브리아호에 증기 압축 시스템을 장착하여 포클랜드 제도에서 양고기 30,000마리를 가져왔다. 앞으로 몇 년 동안 이 산업은 오스트레일리아, 아르헨티나, 미국으로 빠르게 확장되었다.
1890년대까지 냉장은 식량 유통에 중요한 역할을 했다. 육류 포장 산업은 1880년대에 자연 얼음에 크게 의존했으며, 해당 기술이 개발되면서 제조된 얼음에 계속 의존했다. 1900년까지 시카고의 육류 포장 공장들은 암모니아 사이클 상업용 냉장을 채택했다. 1914년까지 거의 모든 장소에서 인공 냉장을 사용했다. 주요 육류 포장업체인 아머, 스위프트, 윌슨은 가장 비싼 장치를 구입하여 기차 차량과 더 외딴 유통 지역의 지점 및 저장 시설에 설치했다.
20세기 중반까지 냉장 장치는 트럭에 설치되도록 설계되었다. 냉장 차량은 냉동 식품, 과일 및 채소, 온도에 민감한 화학 물질과 같은 부패하기 쉬운 상품을 운송하는 데 사용된다. 대부분의 현대 냉장고는 온도를 -40도에서 -20도 사이로 유지하며, 최대 적재량은 총 중량 약 24,000kg(유럽)이다.
상업용 냉장이 빠르게 발전했음에도 불구하고 가정으로 진출하는 데는 한계가 있었다. 첫째, 대부분의 냉장고는 너무 컸다. 1910년에 사용되던 일부 상업용 장치는 5톤에서 200톤에 달했다. 둘째, 상업용 냉장고는 생산, 구매 및 유지 보수 비용이 비쌌다. 마지막으로, 이 냉장고는 안전하지 않았다. 상업용 냉장고가 화재가 나거나 폭발하거나 유독 가스가 누출되는 것은 드문 일이 아니었다. 냉장은 이러한 세 가지 문제가 극복될 때까지 가정용 기술이 되지 못했다.

### 가정 및 소비자 사용

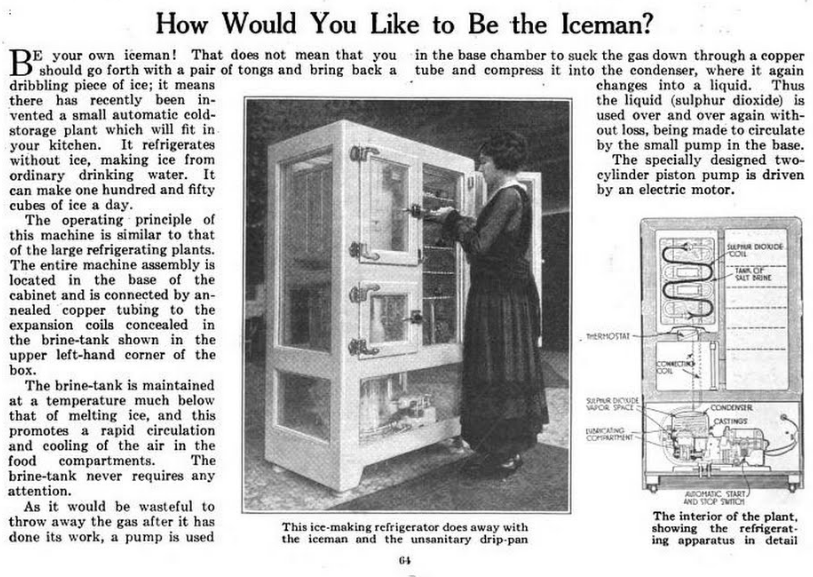
20세기 초 기계 냉장의 소비자화 초기 사례. 냉매는 이산화 황이었다.

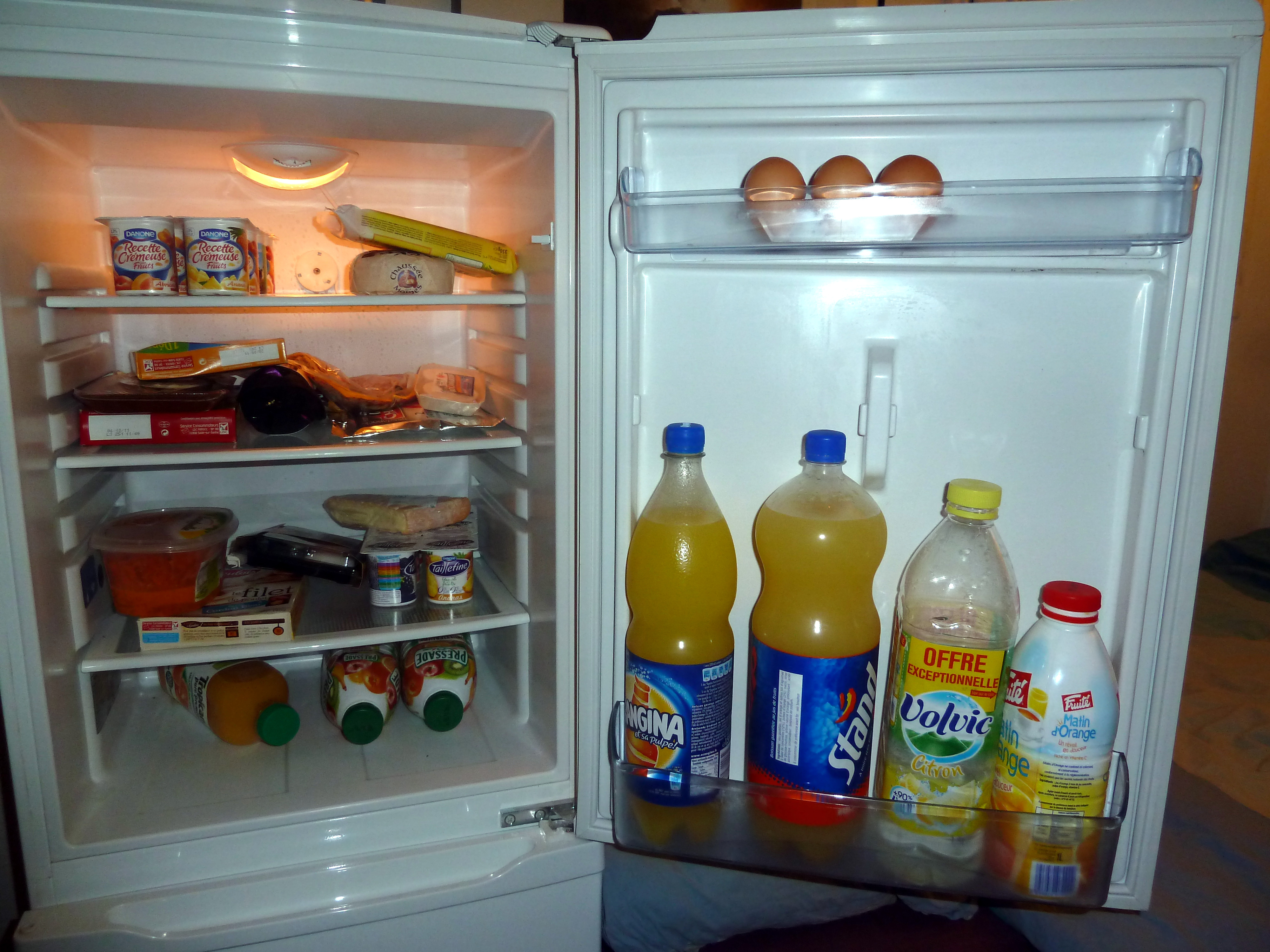
현대 가정용 냉장고

1800년대 초, 소비자들은 얼음 채취업자로부터 구매한 음식과 얼음을 아이스박스에 보관하여 음식을 보존했다. 1803년, 토마스 무어는 금속 안감이 있는 버터 저장용 통에 대한 특허를 받았는데, 이는 대부분의 아이스박스의 원형이 되었다. 이 아이스박스들은 거의 1910년까지 사용되었고 기술은 발전하지 않았다. 사실, 1910년에 아이스박스를 사용하던 소비자들은 1800년대 초 소비자들과 마찬가지로 곰팡이와 냄새나는 아이스박스라는 똑같은 문제에 직면했다.
제너럴 일렉트릭(GE)은 이러한 문제들을 극복한 최초의 회사 중 하나였다. 1911년, GE는 가스로 구동되는 가정용 냉장 장치를 출시했다. 가스 사용은 전기 압축기 모터의 필요성을 없애고 냉장고의 크기를 줄였다. 그러나 GE의 고객이었던 전력 회사들은 가스 구동 장치로부터 이점을 얻지 못했다. 따라서 GE는 전기 모델 개발에 투자했다. 1927년, GE는 전기로 작동하는 최초의 냉장고인 모니터 탑을 출시했다.
1930년, GE의 주요 경쟁사 중 하나인 프리지데어가 프레온을 합성했다. 대부분 염화 플루오린화 탄소(CFC) 화학물질을 기반으로 한 합성 냉매의 발명으로 가정 및 소비자용으로 더 안전한 냉장고가 가능해졌다. 프레온은 더 작고, 가볍고, 저렴한 냉장고 개발로 이어졌다. 프레온 합성으로 냉장고의 평균 가격은 275달러에서 154달러로 떨어졌다. 이 낮은 가격은 1940년까지 미국 가구의 냉장고 소유율이 50%를 초과하게 했다. 프레온은 듀폰 코퍼레이션의 상표이며, 1920년대 후반에 개발된 이러한 CFC 및 이후 수소염화불화탄소(HCFC) 및 수소불화탄소(HFC) 냉매를 지칭한다. 이 냉매는 당시 일반적으로 사용되던 포름산 메틸, 암모니아, 염화 메틸, 이산화 황을 포함한 냉매보다 덜 해로운 것으로 간주되었다. 의도는 위험 없이 가정용 냉장 장비를 제공하는 것이었다. 이러한 CFC 냉매가 그 필요를 충족시켰다. 그러나 1970년대에 이 화합물들이 대기 오존과 반응하는 것으로 밝혀졌으며, 오존은 태양 자외선에 대한 중요한 보호막이므로, 1987년 몬트리올 의정서에 따라 전 세계적으로 냉매로 사용이 제한되었다.

## 미국 정착 패턴에 미친 영향
지난 세기 동안 냉장은 새로운 정착 패턴을 가능하게 했다. 이 새로운 기술은 강, 계곡 길, 항구와 같은 자연 운송로에 없던, 달리 정착되지 않았을 새로운 지역을 정착시킬 수 있게 했다. 냉장은 초기 정착민들에게 서쪽으로, 그리고 인구가 없던 농촌 지역으로 확장할 기회를 주었다. 풍부하고 개발되지 않은 토지를 가진 이 새로운 정착민들은 동부 도시와 주에 원자재를 보내 이익을 얻을 기회를 보았다. 20세기에는 냉장이 댈러스, 피닉스, 로스앤젤레스와 같은 "은하계 도시"를 가능하게 했다.

### 냉장 철도 차량
냉장 철도차(냉장차 또는 냉장차)는 밀집한 철도망과 함께 시장과 농장 간의 매우 중요한 연결고리가 되어, 단순히 지역적인 기회가 아닌 전국적인 기회를 제공했다. 냉장 철도차가 발명되기 전에는 부패하기 쉬운 식품을 장거리 운송하는 것이 불가능했다. 쇠고기 포장 산업이 냉장차에 대한 첫 수요를 촉발했다. 철도 회사들은 소차량, 축사, 비육장에 대한 막대한 투자 때문에 이 새로운 발명을 천천히 채택했다. 냉장차는 다른 철도차에 비해 복잡하고 비용이 많이 들었기 때문에 냉장 철도차의 채택이 늦어졌다. 냉장차의 더딘 채택 이후, 쇠고기 포장 산업은 얼음 공장을 통제하고 제빙 수수료를 설정하는 능력으로 냉장 철도차 사업을 지배했다. 미국 농무부는 1916년에 국내에서 도축된 소의 69% 이상이 주간 무역에 관련된 공장에서 이루어졌다고 추정했다. 육류 무역에 관여했던 동일한 회사들은 나중에 채소와 과일을 포함하도록 냉장 운송을 시행했다. 육류 포장 회사들은 냉장차, 냉장 시설과 같은 값비싼 기계를 많이 보유하여 모든 유형의 부패하기 쉬운 상품을 효과적으로 유통할 수 있었다. 제1차 세계 대전 중, 미국 행정부는 유휴 차량 문제를 해결하기 위해 전국 냉장차 풀을 설립했으며, 이는 전쟁 후에도 계속되었다. 유휴 차량 문제는 냉장차가 계절별 수확 사이에 무의미하게 정차해 있는 문제였다. 이는 매우 값비싼 차량이 연중 상당 부분 동안 철도역에 주차되어 차량 소유주에게 수익을 내지 못한다는 것을 의미했다. 차량 풀은 작물이 성숙함에 따라 차량을 각 지역에 분배하여 차량의 최대 사용을 보장하는 시스템이었다. 냉장 철도차는 서부 주의 포도원, 과수원, 밭, 정원에서 동쪽으로 이동하여 동부의 미국 소비 시장을 만족시켰다. 냉장차는 수백 심지어 수천 킬로미터 또는 마일 떨어진 곳까지 부패하기 쉬운 작물을 운송할 수 있게 했다. 이 차량이 가져온 가장 눈에 띄는 효과는 채소와 과일의 지역 전문화였다. 냉장 철도차는 1950년대까지 부패하기 쉬운 상품 운송에 널리 사용되었다. 1960년대에는 미국의 주간 고속도로 시스템이 충분히 완성되어 트럭이 대부분의 부패하기 쉬운 식품을 운송하고 냉장 철도차의 오래된 시스템을 밀어낼 수 있었다.

### 서부 및 농촌 지역으로의 확장
냉장의 광범위한 사용은 미국에서 엄청난 양의 새로운 농업 기회를 열어주었다. 이전에 사람이 살지 않고 인구 밀집 지역에서 멀리 떨어진 미국 전역의 지역에 새로운 시장이 나타났다. 남부 및 서부 주와 같이 농촌으로 간주되는 지역에서 새로운 농업 기회가 나타났다. 남부와 캘리포니아에서 대규모 선적이 거의 동시에 이루어졌지만, 남부에서는 제조된 얼음 대신 캘리포니아 시에라산맥에서 얻은 천연 얼음이 사용되었다. 냉장은 많은 지역이 특정 과일 재배에 특화되도록 허용했다. 캘리포니아는 포도, 복숭아, 배, 자두, 사과 등 여러 과일에 특화되었으며, 조지아는 특히 복숭아로 유명해졌다. 캘리포니아에서는 냉장 철도 차량의 수용으로 1895년 4,500대에서 1905년에는 8,000~10,000대로 차량 적재량이 증가했다. 걸프 주, 아칸소, 미주리, 테네시는 딸기 생산에 대규모로 참여했으며, 미시시피는 토마토 산업의 중심지가 되었다. 뉴멕시코, 콜로라도, 애리조나, 네바다는 멜론을 재배했다. 냉장이 없었다면 이것은 불가능했을 것이다. 1917년까지 동부 시장과 가까운 잘 정착된 과일 및 채소 지역은 이러한 멀리 떨어진 전문화된 중심지로부터 경쟁 압력을 느꼈다. 냉장은 육류, 과일, 채소에만 국한되지 않고 유제품 및 낙농 농장에도 적용되었다. 20세기 초, 대도시들은 640 킬로미터 (400 mi) 떨어진 농장에서 유제품을 공급받았다. 유제품은 부패하기 쉬운 성질 때문에 과일 및 채소처럼 장거리 운송이 쉽지 않았다. 냉장은 동부 시장에서 멀리 떨어진 서부 지역에서 생산을 가능하게 했으며, 실제로 낙농 농가들은 운송 비용을 지불하고도 동부 경쟁자보다 저렴하게 판매할 수 있었다. 냉장 및 냉장 철도는 강, 계곡 길, 항구와 같은 자연 운송로에서 멀리 떨어진 비옥한 토지를 가진 지역에 기회를 제공했다.

### 은하 도시의 부상
"에지 시티"는 조엘 가로가 고안한 용어이며, "은하 도시"라는 용어는 루이스 멈퍼드가 고안했다. 이 용어들은 이전에 주거 또는 농촌 지역이었던 곳에서 전통적인 도심이나 중앙 업무 지구 외부에 사업, 쇼핑, 엔터테인먼트가 집중된 것을 의미한다. 로스앤젤레스, 라스베이거스, 휴스턴, 피닉스와 같은 도시들의 성장에 기여한 몇 가지 요인들이 있었다. 이 대도시들의 성장에 기여한 요인에는 신뢰할 수 있는 자동차, 고속도로 시스템, 냉장, 그리고 농업 생산 증가가 포함된다. 위에 언급된 도시들과 같은 대도시들은 역사적으로 드문 일이 아니었지만, 이 도시들이 나머지 도시들과 다른 점은 이 도시들이 강, 계곡 길, 항구, 산, 강, 또는 계곡과 같은 자연적인 운송로를 따라 있지 않거나, 두 개 이상의 경로의 교차점에 있지 않다는 것이다. 이 대도시들은 불과 몇 백 년 전만 해도 사람이 살 수 없었을 지역에 개발되었다. 공기를 효율적으로 냉각하고 물과 음식을 먼 거리에서 운송하는 비용 효율적인 방법이 없었다면, 이 대도시들은 결코 발전하지 못했을 것이다. 이 도시들의 급격한 성장은 냉장 및 농업 생산성 증가의 영향을 받아, 더 멀리 떨어진 농장들이 효과적으로 인구를 먹여 살릴 수 있게 했다.

## 농업 및 식량 생산에 미친 영향
선진국의 농업 역할은 냉장을 포함한 여러 요인으로 인해 지난 세기 동안 크게 변화했다. 2007년 인구 조사 통계는 오늘날 미국 내 기존 농장의 작은 부분에서 농업 판매가 크게 집중되어 있다는 정보를 제공한다. 이는 1880년대 뉴질랜드에서 냉동 양고기 선적이 처음으로 성공하면서 냉동 육류 무역을 위한 시장이 창출된 부분적인 결과이다. 시장이 계속 성장함에 따라 식품 가공 및 품질에 대한 규제가 시행되기 시작했다. 결국 미국 농촌 가정에 전기가 도입되어 농장에서 냉장 기술이 계속 확장되어 1인당 생산량이 증가했다. 오늘날 농장에서 냉장고를 사용하면 습도 수준을 줄이고 세균 번식으로 인한 부패를 방지하며 보존에 도움이 된다.

### 인구 통계
냉장의 도입과 추가 기술의 발전은 미국 농업을 크게 변화시켰다. 20세기 초에는 농업이 미국 시민에게 흔한 직업이자 생활 방식이었으며, 대부분의 농부들은 실제로 농장에 살았다. 1935년에는 미국에 680만 개의 농장이 있었고 인구는 1억 2,700만 명이었다. 그러나 미국 인구는 계속 증가했지만, 농업에 종사하는 시민의 수는 계속 감소하고 있다. 2007년 미국 인구 조사에 따르면, 현재 3억 1,000만 명의 인구 중 1% 미만이 농업을 직업으로 삼고 있다고 한다. 그러나 인구 증가는 농산물에 대한 수요 증가로 이어졌으며, 이는 더 다양한 작물, 비료, 살충제 및 개선된 기술을 통해 충족되고 있다. 개선된 기술은 농업 관리와 관련된 위험과 시간을 줄였으며, 대규모 농장이 사회의 수요를 충족시키기 위해 1인당 생산량을 늘릴 수 있게 한다.

### 육류 포장 및 무역
1882년 이전, 뉴질랜드 남섬은 풀을 심고 양을 교배하는 실험을 하고 있었는데, 이는 즉시 농부들에게 육류 수출에 대한 경제적 잠재력을 제공했다. 1882년, 뉴질랜드 더니든의 포트 챌머스에서 런던으로 양고기 도체 첫 성공적인 선적이 이루어졌다. 1890년대까지 뉴질랜드, 특히 캔터베리 지방에서 냉동 육류 무역은 점점 더 수익성이 높아졌으며, 1900년에는 수출된 양고기 도체의 50%가 캔터베리에서 나왔다. 머지않아 캔터베리 육류는 최고 품질로 알려지게 되었고, 전 세계적으로 뉴질랜드 육류에 대한 수요를 창출했다. 이 새로운 수요를 충족시키기 위해 농부들은 양이 불과 7개월 만에 도축 준비가 될 수 있도록 사료를 개선했다. 이러한 새로운 선적 방식은 1890년대 중반까지 뉴질랜드의 경제 호황으로 이어졌다.
미국에서는 1891년 육류 검사법이 제정되었는데, 이는 지역 정육점들이 냉장 철도 시스템이 비위생적이라고 느꼈기 때문이었다. 육류 포장이 본격화되자 소비자들은 육류 소비의 품질에 대해 불안감을 느꼈다. 업턴 싱클레어의 1906년 소설 밀림 (소설)은 비위생적인 작업 환경과 병든 동물의 가공을 조명함으로써 육류 포장 산업에 부정적인 관심을 불러일으켰다. 이 책은 시어도어 루스벨트 대통령의 관심을 끌었고, 1906년 육류 검사법이 1891년 육류 검사법의 개정안으로 제정되었다. 이 새로운 법은 육류의 품질과 가공 환경에 중점을 두었다.

### 농촌 지역의 전기 공급
1930년대 초, 미국 도시 인구의 90%가 전력을 공급받았지만, 농촌 가정의 경우 겨우 10%에 불과했다. 당시 전력 회사들은 농촌 지역에 전력(농촌 전기화)을 확장하는 것이 충분한 수익을 창출하지 못할 것이라고 생각했다. 그러나 대공황 한가운데, 프랭클린 D. 루스벨트 대통령은 농촌 지역이 전기로 연결되지 않으면 빈곤과 생산 모두에서 도시 지역에 뒤처질 것이라는 것을 깨달았다. 1935년 5월 11일, 대통령은 농촌 전기화 행정국, 즉 REA라는 행정 명령에 서명했다. 이 기관은 농촌 지역의 전기 인프라 자금을 지원하기 위해 대출을 제공했다. 불과 몇 년 만에 미국 농촌 지역의 30만 명이 집에 전력을 공급받게 되었다.
전기는 농장의 작업 조건을 크게 개선했을 뿐만 아니라, 식품 생산의 안전성에도 큰 영향을 미쳤다. 농업 및 식품 유통 과정에 냉장 시스템이 도입되어 식품 저장에 도움이 되었고, 식품 공급을 안전하게 유지할 수 있게 되었다. 냉장은 또한 미국 전역으로 부패하기 쉬운 상품을 운송할 수 있게 했다. 그 결과, 미국 농부들은 빠르게 세계에서 가장 생산적인 농부가 되었고, 전혀 새로운 식품 시스템이 등장했다.

### 농장 사용
습도 수준을 줄이고 세균 번식으로 인한 부패를 방지하기 위해 오늘날 농업에서는 육류, 농산물 및 유제품 가공에 냉장을 사용한다. 냉장 시스템은 농산물 재배에 가장 많이 사용되는 따뜻한 계절에 최대한 빨리 냉각되어야 품질 기준을 충족하고 유통기한을 늘릴 수 있다. 한편, 낙농 농가는 부패를 방지하기 위해 일년 내내 우유를 냉장 보관한다.

## 생활 양식과 식단에 미친 영향
19세기 후반부터 20세기 초반까지는 냉장이 필요 없는 주식(설탕, 쌀, 콩)을 제외하고는 이용 가능한 음식이 계절과 현지에서 재배할 수 있는 것에 크게 영향을 받았다. 냉장은 이러한 한계를 제거했다. 냉장은 현대 슈퍼마켓의 실현 가능성과 인기에 큰 역할을 했다. 제철이 아니거나 먼 지역에서 재배된 과일과 채소가 이제 상대적으로 저렴한 가격으로 제공된다. 냉장고는 전체 슈퍼마켓 매출에서 육류 및 유제품이 차지하는 비중을 크게 증가시켰다. 시장에서 구매하는 품목을 바꾸었을 뿐만 아니라, 이러한 식품을 장기간 보관할 수 있게 되면서 여가 시간이 증가했다. 가정용 냉장고가 등장하기 전에는 사람들이 매일 식사에 필요한 물품을 쇼핑해야 했다.

### 영양에 미친 영향
냉장의 도입으로 부패하기 쉬운 식품의 위생적인 취급 및 보관이 가능해졌고, 이에 따라 생산량 증가, 소비 및 영양 가용성이 증진되었다. 식품 보존 방법의 변화로 우리는 염분에서 더 관리하기 쉬운 나트륨 수준으로 이동했다. 육류 및 유제품과 같은 부패하기 쉬운 식품을 이동하고 저장할 수 있게 되면서 1890년대 이후 미국에서 유제품 소비가 연간 1.7% 증가하고 전체 단백질 섭취량이 1.25% 증가했다.
사람들은 이러한 부패하기 쉬운 식품을 보관하기가 더 쉬워졌기 때문에 소비했을 뿐만 아니라, 냉장 운송 및 보관의 혁신으로 부패와 낭비가 줄어들어 이러한 제품의 가격이 낮아졌기 때문이기도 했다. 냉장은 개선된 영양을 통해 (미국에서) 성인 키 증가의 최소 5.1%를 설명하며, 영양의 질 향상 및 질병 감소와 관련된 간접적인 효과를 추가로 고려하면 전체적인 영향은 상당히 커진다. 최근 연구에 따르면 가구당 냉장고 수와 위암 사망률 사이에 음의 관계가 있는 것으로 나타났다.

## 냉장의 현재 응용
아마도 냉장의 가장 널리 사용되는 현재 응용 분야는 개인 주택 및 공공 건물의 공기조화와 가정, 식당 및 대형 창고에서의 식품 냉장일 것이다. 주방, 공장 및 창고에서 냉장고 및 냉장실, 냉동고를 사용하면 과일과 채소를 보관하고 가공함으로써 현대 식단에 신선한 샐러드를 연중 추가할 수 있게 했으며, 생선과 육류를 장기간 안전하게 보관할 수 있게 했다.
부패하기 쉬운 식품 보관을 위한 최적 온도 범위는 3 to 5 °C (37 to 41 °F)이다.
상업 및 제조업 분야에서는 냉장고의 다양한 용도가 있다. 냉장은 산소, 질소, 프로페인, 메테인과 같은 가스를 액화시키는 데 사용된다. 압축 공기 정화에서는 압축 공기에서 수증기를 응축시켜 수분 함량을 줄이는 데 사용된다. 정유공장, 화학 공장, 석유화학제품 공장에서는 특정 공정을 필요한 낮은 온도로 유지하는 데 냉장이 사용된다(예: 뷰텐과 뷰테인의 알킬화를 통해 고옥테인값 가솔린 성분을 생산하는 경우). 금속 가공업자들은 냉장을 사용하여 강철과 칼붙이를 담금질한다. 트럭, 기차, 비행기 및 해상 선박으로 온도에 민감한 식료품 및 기타 재료를 운송할 때 냉장은 필수적이다.
유제품은 끊임없이 냉장이 필요하며, 계란은 식료품점에 도착한 후 냉장 보관하는 것이 아니라 운송 중에 냉장 보관해야 한다는 사실은 지난 수십 년 동안에야 발견되었다. 육류, 가금류, 생선은 모두 판매 전에 온도 조절 환경에 보관해야 한다. 냉장은 또한 과일과 채소를 더 오래 먹을 수 있도록 돕는다.
냉장의 가장 영향력 있는 용도 중 하나는 일본의 스시/사시미 산업 발전에 있었다. 냉장이 발견되기 전에는 많은 스시 애호가들이 질병에 걸릴 위험이 있었다. 냉장되지 않은 사시미의 위험성은 일본 농촌 지역의 연구 및 의료 서비스 부족으로 인해 수십 년 동안 알려지지 않았다. 20세기 중반경 교토에 본사를 둔 조지루시 기업은 냉장고 디자인에서 돌파구를 마련하여 레스토랑 경영자와 일반 대중에게 더 저렴하고 접근하기 쉬운 냉장고를 만들었다.

## 냉장 방법
냉장 방법은 비순환식, 순환식, 열전식, 자기식으로 분류할 수 있다.

### 비순환식 냉장
이 냉장 방법은 얼음을 녹이거나 드라이아이스를 승화시켜 밀폐된 공간을 냉각한다. 아마도 가장 간단한 예는 휴대용 쿨러인데, 물건을 넣은 다음 그 위에 얼음을 붓는다. 일반 얼음은 어는점 근처의 온도를 유지할 수 있지만, 소금을 사용하여 얼음을 더 낮게 냉각하지 않는 한 어는점 아래로는 떨어지지 않는다(전통적인 아이스크림 제조기처럼). 드라이아이스는 물의 어는점보다 훨씬 낮은 온도를 안정적으로 유지할 수 있다.

### 순환식 냉장
이는 냉장 사이클로 구성되며, 낮은 온도 공간 또는 원천에서 열을 제거하여 외부 작업의 도움으로 높은 온도 싱크로 배출하고, 그 역인 열역학적 동력 사이클도 있다. 동력 사이클에서는 높은 온도 원천에서 엔진으로 열이 공급되고, 열의 일부는 작업을 생산하는 데 사용되며 나머지는 낮은 온도 싱크로 배출된다. 이는 열역학 제2법칙을 충족시킨다.
냉장 사이클은 냉매가 냉장고를 순환하면서 번갈아 열을 흡수하고 배출할 때 발생하는 변화를 설명한다. 또한 공기조화기술 (HVACR) 작업에서도 사용되며, 패키지 시스템이든 분할 시스템이든 HVACR 장치를 통해 냉매가 흐르는 "과정"을 설명한다.
열은 자연적으로 뜨거운 곳에서 차가운 곳으로 흐른다. 일은 낮은 온도 열원으로부터 높은 온도 열원으로 열을 펌핑하여 거주 공간 또는 저장 공간을 냉각하는 데 적용된다. 단열재는 냉각된 공간에서 더 낮은 온도를 달성하고 유지하는 데 필요한 일과 에너지를 줄이는 데 사용된다. 냉장 사이클의 작동 원리는 1824년 니콜라 레오나르 사디 카르노에 의해 카르노 기관으로 수학적으로 설명되었다.
가장 일반적인 유형의 냉장 시스템은 역-랭킨 증기 압축 냉동 사이클을 사용하지만, 소수의 응용 분야에서는 흡수 열펌프가 사용된다.
순환식 냉장은 다음과 같이 분류할 수 있다.
1. 증기 사이클
2. 가스 사이클

증기 사이클 냉장은 다시 다음과 같이 분류할 수 있다.
1. 증기 압축 냉동
2. 흡착 냉동
  1. 증기 흡수 냉동
  2. 흡착 냉동

#### 증기 압축 사이클

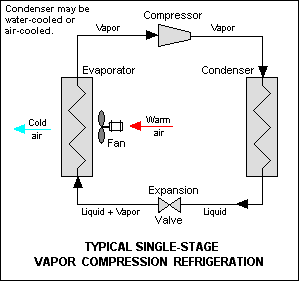
그림 1: 증기 압축 냉동

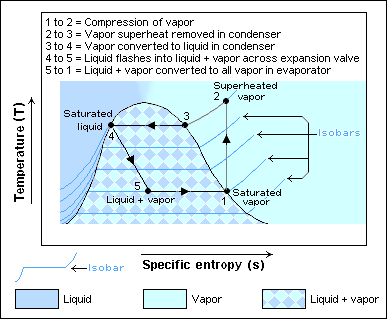
그림 2: 온도-엔트로피 선도

증기 압축 사이클은 대부분의 가정용 냉장고뿐만 아니라 많은 대규모 상업 및 산업용 냉동기 시스템에 사용된다. 그림 1은 일반적인 증기 압축 냉동 시스템의 구성 요소를 나타내는 개략도이다.
이 사이클의 열역학은 그림 2와 같은 다이어그램으로 분석할 수 있다. 이 사이클에서 낮은 끓는점 탄화수소 또는 수소불화탄소와 같은 순환 냉매가 증기 형태로 압축기로 들어간다. 1번 지점에서 2번 지점까지 증기는 일정한 엔트로피로 압축되어 더 높은 온도의 증기 형태로 압축기에서 나간다. 하지만 이 온도는 여전히 해당 온도에서의 증기 압력보다 낮다. 2번 지점에서 3번 지점을 거쳐 4번 지점까지 증기는 복수기를 통과하며 증기가 응축되기 시작할 때까지 냉각되고, 그 다음 일정한 압력과 온도에서 추가 열을 제거하여 증기를 액체로 응축시킨다. 4번 지점과 5번 지점 사이에서 액체 냉매는 열팽창 밸브(조절 밸브라고도 함)를 통과하며 압력이 갑자기 감소하여, 일반적으로 액체의 절반 미만이 플래시 증발하고 자체 냉각된다.
그 결과 5번 지점에 나타난 것과 같이 더 낮은 온도와 압력의 액체와 증기 혼합물이 생성된다. 그런 다음 차가운 액체-증기 혼합물은 증발기 코일 또는 튜브를 통과하고, 팬에 의해 증발기 코일 또는 튜브를 가로질러 불어오는 따뜻한 공기(냉장될 공간의 공기)를 냉각시켜 완전히 기화된다. 결과적으로 생성된 냉매 증기는 열역학 사이클을 완료하기 위해 1번 지점에서 압축기 흡입구로 되돌아온다.
위의 설명은 이상적인 증기 압축 냉장 사이클을 기반으로 하며, 시스템 내 마찰 압력 손실, 냉매 증기 압축 중 약간의 열역학적 비가역성 또는 비이상 기체 거동(있는 경우)과 같은 실제 효과는 고려하지 않는다. 증기 압축 냉장고는 2단계로 배열될 수 있으며, 2단계는 1단계의 응축기를 냉각하는 캐스케이드 냉동 시스템이다. 이는 매우 낮은 온도를 달성하는 데 사용될 수 있다.
증기 압축 냉장 시스템의 설계 및 성능에 대한 더 자세한 정보는 고전적인 페리 화학 공학 핸드북에 나와 있다.

#### 흡착 사이클

##### 흡수 사이클
20세기 초에는 물-암모니아 시스템 또는 브로민화 리튬-물을 사용하는 증기 흡수 사이클이 인기가 많았고 널리 사용되었다. 증기 압축 사이클이 개발된 후 증기 흡수 사이클은 낮은 성능 계수(증기 압축 사이클의 약 1/5) 때문에 중요성을 크게 잃었다. 오늘날 증기 흡수 사이클은 주로 난방용 연료는 있지만 전기는 없는 곳, 예를 들어 액화석유가스를 사용하는 캠핑카와 같은 곳에서 사용된다. 또한 풍부한 폐열이 비효율성을 상쇄하는 산업 환경에서도 사용된다.
흡수 사이클은 냉매 증기의 압력을 높이는 방법만 다를 뿐 압축 사이클과 유사하다. 흡수 시스템에서는 압축기 대신 흡수기가 냉매를 적절한 액체에 용해시키고, 액체 펌프가 압력을 높이며, 제너레이터가 열 추가 시 고압 액체에서 냉매 증기를 배출한다. 액체 펌프에 약간의 작업이 필요하지만, 주어진 냉매 양에 대해 증기 압축 사이클의 압축기에 필요한 양보다 훨씬 적다. 흡수 냉장고에서는 냉매와 흡수제의 적절한 조합이 사용된다. 가장 일반적인 조합은 암모니아(냉매)와 물(흡수제), 그리고 물(냉매)과 브로민화 리튬(흡수제)이다.

##### 흡착 사이클
흡수 사이클과의 주요 차이점은 흡착 사이클에서 냉매(흡착질)는 암모니아, 물, 메탄올 등이 될 수 있는 반면, 흡착제는 실리카 젤, 활성탄 또는 제올라이트와 같은 고체라는 점이다. 반면 흡수 사이클에서는 흡수제가 액체이다.
흡착 냉동 기술이 지난 30년간 광범위하게 연구된 이유는 흡착 냉동 시스템의 작동이 종종 소음이 없고 부식성이 없으며 환경 친화적이기 때문이다.

#### 가스 사이클
작동 유체가 압축되고 팽창하지만 상변화하지 않는 기체일 때, 냉동 사이클을 가스 사이클이라고 한다. 공기가 가장 흔히 이 작동 유체이다. 가스 사이클에서는 응축 및 증발이 의도되지 않으므로, 증기 압축 사이클의 응축기 및 증발기에 해당하는 부품은 가스 사이클의 뜨거운 및 차가운 기체 대 기체 열교환기이다.
가스 사이클은 역 랭킨 사이클 대신 역 브레이턴 사이클에서 작동하기 때문에 증기 압축 사이클보다 효율성이 낮다. 따라서 작동 유체는 일정한 온도에서 열을 받거나 방출하지 않는다. 가스 사이클에서 냉동 효과는 가스의 비열과 저온 측에서 가스의 온도 상승의 곱과 같다. 따라서 동일한 냉각 부하에 대해 가스 냉동 사이클은 큰 질량 유량과 부피를 필요로 한다.
효율성이 낮고 부피가 크기 때문에 공기 사이클 냉각기는 오늘날 지상 냉각 장치에는 거의 사용되지 않는다. 그러나 공기 사이클 기계는 가스 터빈 동력 항공기에 냉각 및 환기 장치로 매우 흔히 사용되는데, 압축 공기가 엔진의 압축기 부분에서 쉽게 얻을 수 있기 때문이다. 이러한 장치는 항공기를 가압하는 목적도 수행한다.

### 열전 냉각
열전 냉각은 펠티에 효과를 이용하여 두 종류의 재료 접합부 사이에 열 선속을 생성한다. 이 효과는 캠핑 및 휴대용 쿨러, 전자 부품 냉각 및 소형 기기에 일반적으로 사용된다. 펠티에 쿨러는 전통적인 증기 압축 사이클 냉장고가 비실용적이거나 너무 많은 공간을 차지하는 경우, 그리고 냉각 이미지 센서에서 매우 낮은 온도를 달성하는 쉽고, 작고 가벼우면서도 비효율적인 방법으로 자주 사용된다. 이는 2개 이상의 단계 펠티에 쿨러를 캐스케이드 냉동 구성으로 배열하여, 각 단계가 이전 단계보다 더 크게 만들어져 더 많은 열과 이전 단계에서 발생하는 폐열을 추출하기 위함이다. 펠티에 냉각은 증기 압축 사이클에 비해 COP(효율)가 낮으므로, 주어진 냉각 용량에 대해 더 많은 폐열(펠티에 소자 또는 냉각 메커니즘에 의해 생성된 열)을 방출하고 더 많은 전력을 소비한다.

### 자기 냉장
자기 냉장 또는 단열 감자화는 자기 고체의 고유 속성인 자기열량 효과를 기반으로 하는 냉각 기술이다. 냉매는 종종 상자성 염, 예를 들어 세륨 마그네슘 질산염이다. 이 경우 활성 자기 쌍극자는 상자성 원자의 전자 껍질의 것이다.
강한 자기장이 냉매에 가해져 다양한 자기 쌍극자를 정렬시키고, 이 냉매의 자유도를 낮은 엔트로피 상태로 만든다. 그런 다음 방열판이 냉매가 엔트로피 손실로 인해 방출하는 열을 흡수한다. 그런 다음 방열판과의 열 접촉이 끊어져 시스템이 단열되고, 자기장이 꺼진다. 이는 냉매의 열용량을 증가시켜 열원 온도보다 온도를 낮춘다.
실온에서 필요한 특성을 나타내는 물질이 거의 없기 때문에, 지금까지의 응용은 극저온학과 연구에 한정되어 왔다.

### 기타 방법
다른 냉장 방법으로는 항공기에 사용되는 공기 사이클 기계, 압축 공기를 사용할 수 있을 때 스팟 냉각에 사용되는 보텍스 튜브, 가압 가스의 음파를 이용하여 열 전달 및 열 교환을 구동하는 열음향 냉장, 대형 건물 공기 조절용으로 1930년대 초에 인기가 많았던 증기 제트 냉각, 스마트 금속 합금을 늘리고 이완시키는 열탄성 냉각 등이 있다. 많은 스털링 사이클 열기관은 거꾸로 작동하여 냉장고 역할을 할 수 있으므로, 이러한 엔진은 극저온학에서 틈새 용도로 사용된다. 또한 Gifford-McMahon 냉각기, 줄-톰슨 냉각기, 펄스 튜브 냉장고와 같은 다른 유형의 극저온 냉각기가 있으며, 2mK에서 500mK 사이의 온도에서는 희석냉동기가 있다.

### 탄성열량 냉장
또 다른 잠재적인 고체 냉장 기술이자 비교적 새로운 연구 분야는 초탄성 물질의 특수 속성에서 비롯된다. 이 물질들은 인가된 변형력을 겪을 때 온도 변화를 겪는다(탄성열량 효과라고 함). 초탄성 물질은 높은 변형률에서 가역적으로 변형되기 때문에, 오스테나이트에서 마르텐사이트 결정상으로의 상변환으로 인해 응력-변형률 곡선에서 평탄화된 탄성 영역을 경험한다.
초탄성 물질이 오스테나이트 상에서 응력을 받으면 마르텐사이트 상으로 발열적인 상전이를 겪어 물질이 가열된다. 응력을 제거하면 과정이 역전되어 물질이 오스테나이트 상으로 돌아오고 주변 환경에서 열을 흡수하여 물질을 냉각시킨다.
이 연구에서 가장 매력적인 부분은 이 냉각 기술이 얼마나 에너지 효율적이고 환경 친화적일 수 있는지이다. 일반적으로 형상기억합금인 사용되는 다양한 재료는 무독성 무공해 냉장의 원천을 제공한다. 가장 일반적으로 연구되는 재료는 나이티놀 및 Cu-Zn-Al과 같은 형상기억합금이다. 나이티놀은 약 66 J/cm3의 출력열과 약 16–20 K의 온도 변화를 보이는 더 유망한 합금 중 하나이다. 일부 형상기억합금 제조의 어려움 때문에 천연 고무와 같은 대체 재료가 연구되었다. 고무는 형상기억합금만큼 많은 열(12 J/cm3)을 방출하지 않을 수 있지만, 여전히 약 12 K의 비슷한 온도 변화를 생성하고 적절한 온도 범위, 낮은 응력 및 낮은 비용에서 작동한다.
그러나 주요 과제는 이 과정과 종종 관련된 이력 현상 형태의 잠재적 에너지 손실에서 비롯된다. 이러한 손실의 대부분은 두 상 간의 비호환성에서 발생하므로, 손실을 줄이고 가역성 및 에너지 효율을 높이려면 적절한 합금 조율이 필요하다. 재료의 변형 변형률과 에너지 손실의 균형을 맞추면 큰 탄성열량 효과가 발생하고 잠재적으로 새로운 냉장 대안이 될 수 있다.

### 냉장 게이트
냉장 게이트(Fridge Gate) 방법은 단일 논리 게이트를 사용하여 열역학 법칙을 위배하지 않고 가장 에너지 효율적인 방식으로 냉장고를 작동시키는 이론적 응용이다. 이 방법은 입자가 존재할 수 있는 두 가지 에너지 상태, 즉 기저 상태와 여기 상태가 있다는 사실을 기반으로 작동한다. 여기 상태는 기저 상태보다 약간 더 많은 에너지를 가지며, 전환이 높은 확률로 발생할 만큼 충분히 작다. 냉장 게이트와 관련된 세 가지 구성 요소 또는 입자 유형이 있다. 첫 번째는 냉장고 내부에 있고, 두 번째는 외부에 있으며, 세 번째는 전원 공급 장치에 연결되어 있으며, 이 전원 공급 장치는 주기적으로 E 상태에 도달하고 소스를 보충할 만큼 충분히 가열된다. 냉장고 내부의 냉각 단계에서 g 상태 입자는 주변 입자로부터 에너지를 흡수하여 냉각시키고, 스스로 e 상태로 점프한다. 두 번째 단계에서 냉장고 외부에서 입자들도 e 상태에 있을 때, 입자는 g 상태로 떨어져 에너지를 방출하고 외부 입자를 가열한다. 세 번째이자 마지막 단계에서 전원 공급 장치는 e 상태의 입자를 이동시키고, g 상태로 떨어질 때 내부 e 입자가 새로운 g 입자로 대체되는 에너지 중립 교환을 유도하여 사이클을 다시 시작한다.

### 수동 시스템
수동식 주간 복사 냉각 시스템을 단열재 및 증발식 냉각기와 결합하면, 단독 복사 냉각 표면에 비해 주변 냉각 전력이 300% 증가하는 것으로 나타났으며, 이는 습한 기후에서 식품의 유통기한을 40%, 사막 기후에서 200% 연장할 수 있다고 한 연구에서 밝혀졌다. 이 시스템의 증발식 냉각층은 습한 지역에서는 10일에서 한 달에 한 번, 덥고 건조한 지역에서는 4일에 한 번 물 "재충전"이 필요하다.

## 냉각 용량 등급
냉동 시스템의 냉각 용량은 증발기의 엔탈피 상승과 증발기의 질량 유량의 곱이다. 측정된 냉각 용량은 종종 kW 또는 BTU/h 단위로 표시된다. 가정용 및 상업용 냉장고는 kJ/s 또는 Btu/h의 냉각 용량으로 평가될 수 있다. 상업용 및 산업용 냉동 시스템의 경우 킬로와트 (kW)가 기본적인 냉동 단위이지만, 북미에서는 냉동톤과 BTU/h가 모두 사용된다.
냉동 시스템의 성능 계수 (CoP)는 시스템의 전체 효율성을 결정하는 데 매우 중요하다. 이는 kW 단위의 냉각 용량을 kW 단위의 에너지 입력으로 나눈 값으로 정의된다. CoP는 성능의 매우 간단한 측정값임에도 불구하고 북미의 산업용 냉동에서는 일반적으로 사용되지 않는다. 이러한 시스템의 소유자 및 제조업체는 일반적으로 성능 계수 (PF)를 사용한다. 시스템의 PF는 시스템의 마력 단위 에너지 입력을 TR 단위 냉각 용량으로 나눈 값으로 정의된다. CoP와 PF는 시스템 전체 또는 시스템 구성 요소에 적용될 수 있다. 예를 들어, 개별 압축기는 압축기 작동에 필요한 에너지와 입구 유량에 따른 예상 냉각 용량을 비교하여 평가할 수 있다. 냉동 시스템의 CoP와 PF는 온도 및 열 부하를 포함한 특정 작동 조건에서만 정의된다는 점에 유의해야 한다. 지정된 작동 조건에서 벗어나면 시스템 성능이 크게 달라질 수 있다.
주거용으로 사용되는 공기조화 시스템은 일반적으로 에너지 성능 등급으로 SEER (계절 에너지 효율 등급)을 사용한다. 상업용 공기조화 시스템은 종종 에너지 효율 성능 등급으로 EER (에너지 효율 등급) 및 IEER (통합 에너지 효율 등급)을 사용한다.

## 같이 보기
- 과냉각